# Volksrepublik Sansibar und Pemba
Die Volksrepublik Sansibar und Pemba war ein 1964 existierender sozialistischer Staat auf dem ostafrikanischen Sansibar-Archipel. Er bestand weniger als ein Jahr, bevor er sich mit Tanganjika zum Staat Tansania vereinigte. Als Hauptstadt fungierte Sansibar. Die Staatsideologie war der Afrikanische Sozialismus.

## Geschichte

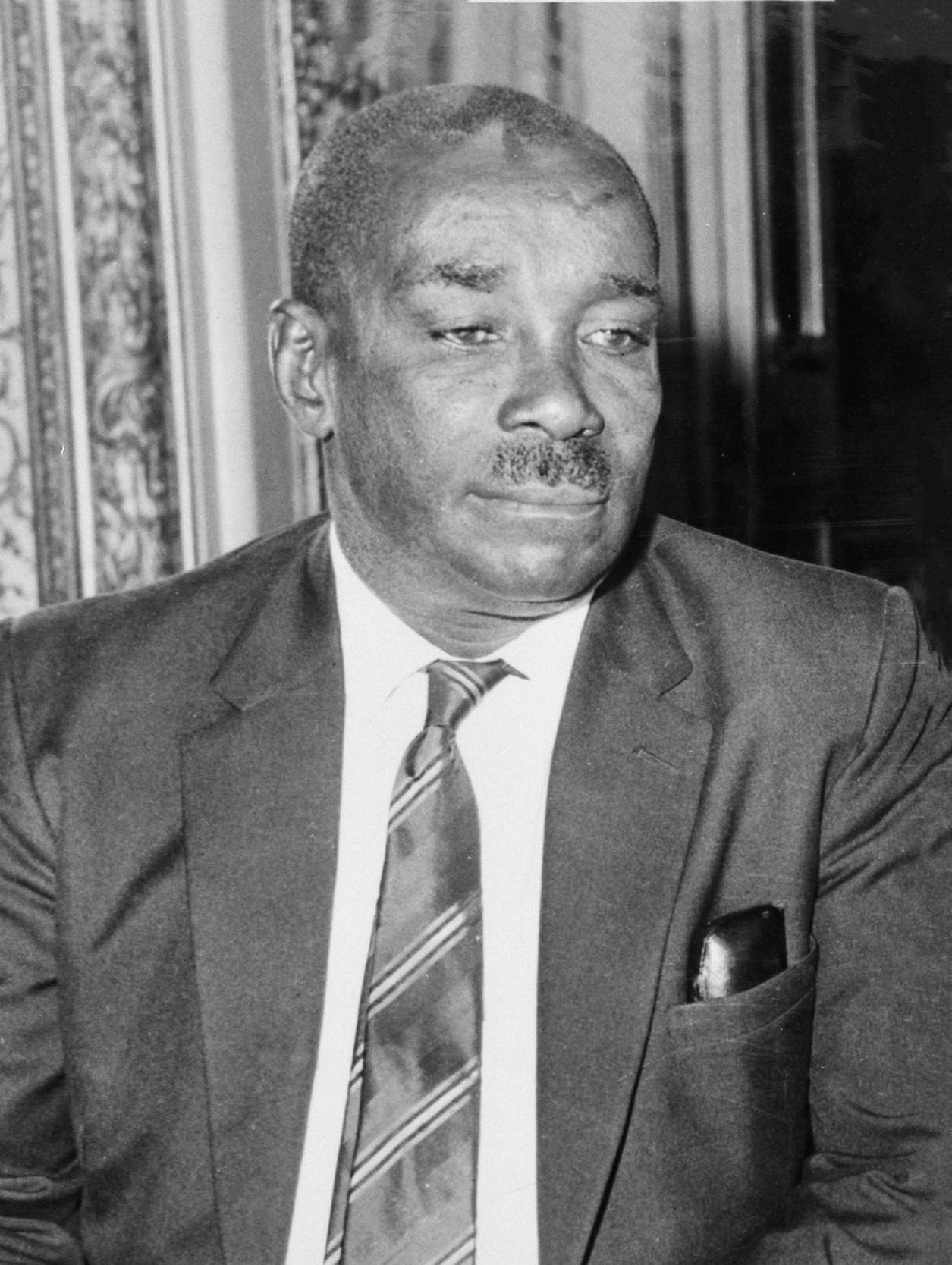
Abeid Karume (1964)

Flagge Pembas zwischen
dem 18. Januar und 7. April 1964

Infolge der Sansibarrevolution, bei der das Sultanat gestürzt wurde, übernahm ein Revolutionsrat der muslimischen Afro-Shirazi Party (ASP) und der linksradikalen Umma Party die Rolle einer Interimsregierung und rief die Volksrepublik Sansibar und Pemba aus. Sultan Dschamschid ibn Abdullah war in den Revolutionswirren aus dem Land geflohen. Die Leitung des Rats übernahm ASP-Chef Abeid Amani Karume als Präsident. Abdulrahman Muhammad Babu von der Umma Party wurde Außenminister. Beide waren vom Putsch durch Revolutionsführer John Okello überrascht worden und befanden sich zu dem Zeitpunkt in Tanganjika. Als erstes verbannte die neue Regierung den Sultan und verbot die alten Regierungsparteien Zanzibar Nationalist Party (ZNP) und Zanzibar and Pemba People’s Party (ZPPP).
Um sich vom unberechenbaren Okello zu distanzieren, stellte Karume ihn in aller Stille ins politische Abseits. Immerhin behielt Okello den Titel des Feldmarschalls, den er sich selbst verliehen hatte. Allerdings begannen Okellos Revolutionäre bald mit Vergeltungsmaßnahmen gegen die arabische und asiatische Bevölkerung der Hauptinsel Unguja. Die Opfer wurden verprügelt, beraubt, vergewaltigt und ermordet. Okello selbst erklärte in Radioansprachen, er habe Zehntausende „Feinde und Handlanger“ getötet oder inhaftiert; Schätzungen über die tatsächlichen Opferzahlen schwanken zwischen einigen Hundert und 20.000. Einige westliche Zeitungen schrieben von 2.000 bis 4.000 Toten. Die höheren Zahlen könnten ihren Ursprung in Okellos Äußerungen und Meldungen einiger westlicher und arabischer Medien haben, die reichlich aufgebauscht waren. Die Ermordung Gefangener arabischer Abstammung und ihre Beerdigung in einem Massengrab wurde durch ein italienisches Filmteam dokumentiert, das für den umstrittenen Film Africa Addio von einem Hubschrauber aus die Szene drehte. Es ist das einzige Bilddokument dieser Tötungen. Viele Araber flohen in den Oman. Europäer wurden auf Befehl Okellos nicht angegriffen. Vor 1964 lebten auf Sansibar 230.000 „Festland-Afrikaner“ und Schirazis, 50.000 Araber und 20.000 Asiaten. Bis nach Pemba breitete sich die post-revolutionäre Gewalt nicht aus, doch die Insel wurde für Ausländer geschlossen und blieb es bis in die 1980er Jahre. Der Grund lag in einer starken Opposition gegen die Revolutionsregierung.
Bis zum 3. Februar kehrte wieder Ruhe auf Unguja ein, nachdem Karume vom Großteil der Bevölkerung als Präsident anerkannt wurde. Es gab wieder Polizeistreifen, geplünderte Geschäfte öffneten wieder und die Zivilbevölkerung gab ihre Waffen ab. Die 500 politischen Gefangenen sollten laut der Revolutionsregierung vor Sondergerichte gestellt werden. Okello gründete mit der Freedom Military Force (FMF) eine paramilitärische Einheit, die durch die Straßen patrouillierte und weiter arabisches Eigentum plünderte. Das Verhalten von Okellos Männern, seine gewaltsame Rhetorik, sein ugandischer Akzent und sein christlicher Glaube schreckten den Großteil anders orientierter Einwohner Sansibars und die muslimische ASP ab. Im März entwaffneten Anhänger Karumes viele Mitglieder der FMF und der Miliz der Umma Party. Am 11. März wurde Okello nach einem Aufenthalt auf dem Festland die Wiedereinreise verweigert und der Rang des Feldmarschalls aberkannt. Abgeschoben nach Kenia, kehrte er mittellos in seine alte Heimat Uganda zurück.
Im April wurde von der Regierung die People’s Liberation Army (PLA) gegründet, die auch die letzten Milizionäre der FMF entwaffneten. Am 26. April verkündete Karume die Vereinigung mit Tanganjika zum neuen Staat Tansania. Die zeitgenössische Presse sah in dem Schritt zur Union eine Maßnahme, um den Einfluss der kommunistischen Staaten zu verhindern. Zumindest ein Historiker sieht es als Versuch des moderaten Sozialisten Karume, die linksradikale Umma Party in die Schranken zu verweisen. Von der Politik der Umma Party blieben Ansätze in der Gesundheits-, Bildungs- und Sozialpolitik der neuen Regierung.

## Reaktionen des Auslands
Britische Truppen erfuhren am 12. Januar um 4:45 Uhr von der Revolution und wurden auf Bitte des Sultans in Alarmbereitschaft versetzt, um ein Flugfeld auf Sansibar zu besetzen. Doch Timothy Crosthwait, der britische Hochkommissar in Sansibar, vermeldete keine Angriffe auf britische Staatsbürger, weswegen er von einer Intervention abriet. Daher wurde am Abend die Alarmzeit für die Truppen von 15 Minuten auf vier Stunden verlängert. Crosthwait entschied sich auch gegen eine Evakuierung britischer Staatsbürger, da sie zum Teil wichtige Positionen in der Regierung innehatten. Er fürchtete, ein plötzlicher Abzug hätte negative Folgen für die Wirtschaft und Regierung Sansibars. Mit dem neuen Präsidenten Karume vereinbarten die Briten schließlich einen Zeitplan für eine organisierte Evakuierung, um ein mögliches Blutvergießen zu vermeiden.
Innerhalb weniger Stunden nach Beginn der Revolution genehmigte der amerikanische Botschafter die Evakuierung seiner Staatsbürger. Am 13. Januar legte der Zerstörer USS Manley im Hafen von Sansibar an. Aber die US-Regierung hatte nicht den Revolutionsrat um Erlaubnis zur Evakuierung gebeten, so dass sich die Besatzung der Manley zunächst bewaffneten Gruppen gegenübersah. Die Genehmigung folgte am 15. Januar. Die Briten sahen in dieser Konfrontation den Grund für den späteren politischen Unwillen in Sansibar gegenüber der westlichen Staatenwelt.
Westliche Geheimdienste waren der Meinung, dass die Revolution von kommunistischen Kräften durch Waffenlieferungen aus dem Warschauer Pakt unterstützt wurde. Dieser Verdacht wurde durch die Ernennung Abdulrahman Muhammad Babus zum Außenminister und Abdullah Kassim Hangas zum Premierminister verstärkt. Beide galten als Linksextreme mit Verbindungen zur kommunistischen Welt. Großbritannien sahen in den beiden enge Verbündete von Tanganjikas Außenminister Oscar Kambona. Außerdem sollen ehemalige Mitglieder der Tanganyika Rifles (hervorgegangen aus den kolonialen King’s African Rifles) die Revolutionäre unterstützt haben. Einige Mitglieder der Umma Party trugen kubanische Kampfanzüge und Bärte im Stil von Fidel Castro, wonach eine kubanische Unterstützung vermutet wurde. Diese Mode kam durch ZNP-Mitglieder auf, die ein Büro der Zanzibar Nationalist Party in Kuba geführt hatten, und breitete sich als typischer Stil der Oppositionspartei in den Monaten vor der Revolution aus.
Als erste afrikanische Regierung erkannte die Volksrepublik die Deutsche Demokratische Republik (DDR) als Staat an und stellte sich damit gegen die Hallstein-Doktrin. Ebenso wurde Nordkorea anerkannt, was für den Westen ein weiteres Indiz für eine kommunistische Orientierung Sansibars darstellte. Bereits sechs Tage nach der Revolution befand die New York Times das Land „am Rand des Weges, das Kuba Afrikas zu werden“. Am 26. Januar sah die Zeitung aber keine aktive kommunistische Beteiligung mehr. Im Februar jedoch trafen in Sansibar Berater aus der Sowjetunion, der DDR und der Volksrepublik China ein. Der Einfluss des Westens nahm im Inselstaat ab. Im Juli war nur noch ein Zahnarzt als letzter Brite bei der Regierung Sansibars eingestellt. Es gibt das Gerücht, dass der israelische Agent David Kimche ein Unterstützer der Revolution gewesen sein könnte. Kimche befand sich am 12. Januar 1964 in Sansibar.
Die Möglichkeit eines kommunistischen afrikanischen Staates beunruhigte den Westen. Im Februar erklärte das British Defence and Overseas Policy Committee, auch wenn wirtschaftliche Interessen Großbritanniens nur „minimal“ und die Revolution an sich „nicht wichtig“ seien, müsse die Möglichkeit einer Intervention erhalten werden. Das Komitee befürchtete, Sansibar könne ein Zentrum der Werbung für den Kommunismus in Afrika werden, ähnlich Kuba für Amerika. Das Vereinigte Königreich, die meisten Mitglieder des Commonwealths und die USA erkannten daher die neue Regierung erst am 23. Februar an, während der Großteil des Ostblocks dies längst getan hatte. Crosthwait geht davon aus, dass dies Sansibar in die Arme der Sowjetunion getrieben hat. Er und sein Stab wurden am 20. Februar aus dem Land ausgewiesen und erst nach Anerkennung der Volksrepublik durch das Vereinigte Königreich zurückgelassen.
Der vertriebene Sultan ersuchte Kenia und Tanganjika vergeblich um militärische Unterstützung, auch wenn Tanganjika hundert Mann der paramilitärischen Polizei nach Sansibar entsandte, um den Unruhen zu begegnen. Die Polizei war, neben den Tanganyika Rifles, die einzige bewaffnete Einheit in Tanganjika. Als diese nun auf Sansibar weilte, nutzte das am 20. Januar ein Regiment der Rifles zur Meuterei. Grund war die niedrige Bezahlung und der nur langsame Austausch britischer Offiziere gegen afrikanisches Personal. Ähnliche Aufstände gab es auch in Kenia und Uganda. British Army und Royal Marines erreichten ohne größere Zwischenfälle schnell deren Niederschlagung auf dem afrikanischen Festland.

## Belege